# Лолейт, Артур Фердинандович
Арту́р Фердина́ндович Лоле́йт (5 (17) июня 1868, Орёл — 4 июня 1933, Москва) — российский и советский инженер, архитектор, изобретатель и преподаватель. Автор методики расчёта железобетонных конструкций по стадии разрушения и один из основателей советской научной школы теории железобетона.

## Биография
В 1886 году, блестяще окончив Орловскую мужскую гимназию, заработав репетиторством летом 150 рублей, Лолейт отправился в Москву для поступления в Университет. Он был принят на математическое отделение физико-математического факультета Московского университета. 12 января 1891 года на годичном акте университета Артуру Фердинандовичу Лолейту за сочиниение «Теория шарнирных сочленений» была вручена серебряная медаль как второму после С. А. Чаплыгина, получившего золотую. Весной были сданы государственные экзамены и получен диплом 1-й степени об окончании факультета по специальности прикладная механика.
В 1892—1914 годах работал в Акционерном обществе для производства бетонных и других строительных конструкций Ю. А. Гука, где прошёл путь от инженера-расчётчика до директора Правления. Создал первую большепролётную железобетонную конструкцию над ткацким корпусом Богородско-Глуховской мануфактуры (1907 г.) и первый в России элеватор из железобетона на московском Трёхпрудном пивоваренном заводе (1909 г.). В 1905 году изобрёл систему безбалочных перекрытий. Состоял членом Русского технического общества и Московского архитектурного общества.
Помимо изобретательства и архитектурно-строительной практики занимался преподаванием. С 1916 года читал курс строительной механики и железобетоных конструкций на архитектурном отделении Московского училища живописи, ваяния и зодчества, преподавал в Московском высшем техническом училище (профессор с 1923 года), Московском строительном техникуме, работал профессором кафедры железобетонных конструкций Военно-инженерной академии (с 1932 года). Был членом созданного Н. Ладовским объединения рационалистов АСНОВА, при этом входил в состав редколлегии журнала конструктивистов «Современная архитектура».
В советское время работал главным инженером на строительстве рабочего посёлка в Филях, проектировал павильоны Всероссийской сельскохозяйственной и кустарно-промышленной выставки. В 1923 году являлся Председателем ассоциации архитекторов-рационалистов (АСНОВА). В 1927 году занял должность заместителя директора по научной части вновь созданного Государственного института сооружений. В 1931 году создал метод расчёта железобетонных конструкций по разрушающим усилиям. В 1927—1932 годах работал в строительной секции Технического совета Гипромеза, В начале 1930-х годов входил в состав комиссии при СТО по выработке общесоюзных норм и технических условий строительного проектирования.
Скончался 4 июня 1933 года в Москве. Похоронен на Введенском кладбище (20 уч.).

## Постройки
В качестве инженера-конструктора А. Ф. Лолейт участвовал в проектировании следующих сооружений:
| Годы      | Объект                                                                                           | Местонахождение                                                   | Примечание |
| --------- | ------------------------------------------------------------------------------------------------ | ----------------------------------------------------------------- | --- |
| 1889—1893 | Центральные бани                                                                                 | Москва, Театральный проезд, 3                                     | Участие в проектировании, расчёте и строительстве железобетонных конструкций. Архитектор С. С. Эйбушиц, при участии М. А. Аладьина и Л. Н. Кекушева |
| 1890—1893 | Верхние торговые ряды                                                                            | Москва, Красная площадь                                           | Участие в проектировании, расчёте и строительстве железобетонных конструкций. Архитектор А. Н. Померанцев при участии архитектора П. П. Щёкотова.   |
| 1892—1902 | Зоологический музей Московского университета                                                     | Москва, Большая Никитская улица, 6                                | Архитектор К. М. Быковский |
| 1898—1904 | Музей изящных искусств имени императора Александра III при Московском императорском университете | Москва, улица Волхонка, 12                                        | Архитектор Р. И. Клейн при участии И. И. Рерберга                                                                                                   |
| 1899—1902 | Доходный дом страхового общества «Россия»                                                        | Москва, Сретенский бульвар, 6                                     | |
| 1903—1905 | Кафедральный собор Святых Петра и Павла                                                          | Москва, Старосадский переулок, 7/10                               | Руководил строительством после отказа архитектора В. А. Коссова.                                                                                    |
| 1905—1906 | Доходный дом Г. П. Шелапутина (Дом Моссовнархоза)                                                | Москва, Улица Ильинка, 13/19 — Большой Черкасский переулок, 19/13 | Совместно с инженером Г. Д. Зиновьевым; архитектор П. П. Щёкотов. Здание перестроено.                                                               |
| 1907      | Ткацкий корпус Богородско-Глуховской мануфактуры                                                 | Ногинск                                                           | Расчет конструкций перекрытия. |
| 1909      | Бетонный элеватор на Трёхгорном пивоваренном заводе                                              | Москва, Кутузовский проспект, 12                                  | |
| 1915—1917 | Автомобильный завод АМО (ныне завод имени Лихачёва)                                              | Москва, Автозаводская улица, 23                                   | Архитекторы А. В. Кузнецов и К. С. Мельников. |
| 1925      | Шестиугольная башня Дома Моссельпрома                                                            | Москва, Калашный переулок, 2/10                                   | Архитекторы Н. Д. Струков, Д. М. Коган, инженер В. Д. Цветаев                                                                                       |
| 1925—1927 | Здание газеты «Известия»                                                                         | Москва, Пушкинская площадь                                        | Архитектор Г. Б. Бархин. |
| 1927      | Жилой дом                                                                                        | Москва, Большая Полянка, 51а/9                                    | Совместно с Г. Б. Красиным, Е. В. Костырко |

## Труды
- Краткий очерк общей теории системы Монье и значение её в области развития технических знаний (1895);
- Два частных случая расчета железобетонных арок (1902);
- К вопросу о правилах приёмки железобетонных сооружений (1904);
- О коэффициенте прочности железобетонных сооружений (1904);
- Новый вид применения тавровых железобетонных сечений (1908);
- О влиянии избытка воды в растворе на прочность железобетонных сооружений (1909);
- Безбалочные перекрытия (1912);
- О допустимых пределах уменьшения запасов прочности сооружений (1923);
- Курс железобетона для строительных техникумов. Основы теории и проектирования (1925);
- О необходимых запасах прочности безбалочных перекрытий (1926);
- Курс железобетона для строительных техникумов. Основы теории и проектирования. Изд. 2-е (1928);
- Экономические предпосылки для применения железобетона и современные методы воззрения на природу бетона и железобетона (1930);
- О подборе сечений железобетонных элементов по критическим усилиям. Проект конструкции (1933)